# Strandnorum
Strandnorum är en tidigare tätort i Stenungsunds kommun. Området räknas sedan 2015 som en del av tätorten Stenungsund.

## Historia
Området har varit bebott sedan en lång tid tillbaka. Arkeologer har hittat lämningar från tidig stenålder och på 1500-talet etablerades ett jordbrukssamhället på orten. Där låg även en numera legendarisk galgbacke. Idag finns bara vissa delar av det gamla Strandnorum kvar, däribland galgbacken. 

### Befolkningsutveckling
| Befolkningsutvecklingen i Strandnorum 1970–2010                                                        | Befolkningsutvecklingen i Strandnorum 1970–2010 | Befolkningsutvecklingen i Strandnorum 1970–2010 | Befolkningsutvecklingen i Strandnorum 1970–2010 | Befolkningsutvecklingen i Strandnorum 1970–2010 |
| --- | ----------------------------------------------- | ----------------------------------------------- | ----------------------------------------------- | ----------------------------------------------- |
| |                                                 |                                                 |                                                 |                                                 |
| År |                                                 |                                                 | Folkmängd                                       | Areal (ha)                                      |
| 1970                                                                                                   | 1970                                            |                                                 | 284                                             |                                                 |
| 1975                                                                                                   | 1975                                            |                                                 | 278                                             |                                                 |
| 1980                                                                                                   | 1980                                            |                                                 | 251                                             |                                                 |
| 1990                                                                                                   | 1990                                            |                                                 | 266                                             | 21                                              |
| 1995                                                                                                   | 1995                                            |                                                 | 295                                             | 33                                              |
| 2000                                                                                                   | 2000                                            |                                                 | 306                                             | 33                                              |
| 2005                                                                                                   | 2005                                            |                                                 | 334                                             | 34                                              |
| 2010                                                                                                   | 2010                                            |                                                 | 1 251                                           | 82                                              |
| Anm.: Ny tätort 1970. Kåkenäs och Nösnäs ingick i tätorten från 2010. Sammanvuxen 2015 med Stenungsund |                                                 |                                                 |                                                 |                                                 |

## Samhället
Ett villaområde utgör huvuddelen av orten.